# 2001 ON108
2001 ON108, também escrito como 2001 ON108, é um objeto transnetuniano (TNO) que está localizado no cinturão de Kuiper, uma região do Sistema Solar. Ele é classificado como um cubewano. O mesmo possui uma magnitude absoluta de 7,6 e tem um diâmetro com cerca de 133 km.

## Descoberta
2001 ON108 foi descoberto no dia 25 de julho de 2001 pelo astrônomo B. Gladman.

## Órbita
A órbita de 2001 ON108 tem uma excentricidade de 0,000 e possui um semieixo maior de 43,704 UA. O seu periélio leva o mesmo a uma distância de 43,704 UA em relação ao Sol e seu afélio a 43,704 UA.